# Schwarzer Mond (Film)
Schwarzer Mond ist ein US-amerikanischer Horrorfilm aus dem Jahr 1934 von Roy William Neill mit Jack Holt und Fay Wray in den Hauptrollen. Der Pre-Code-Film wurde von Columbia Pictures produziert und basiert auf dem Roman Black Moon von Clements Ripley.

## Handlung
Stephen Lane ist verblüfft über die Kälte seiner Frau Juanita ihm und ihrer Tochter Nancy gegenüber. Juanita, die auf der Insel St. Christopher in der Nähe von Haiti geboren und aufgewachsen ist, ist besessen von den Trommelschlägen ihres Heimatlandes, daher schickt Stephen sie zu einem Psychiater. Bei Juanita wird eine Neurose diagnostiziert. Als sie verlangt, nach Hause zurückkehren zu dürfen, willigt Stephen ein, obwohl er darauf besteht, dass sie ihre Sekretärin Gail Hamilton mitnimmt, die sich um Nancy kümmert. John Macklin, der Aufseher des Anwesens von Juanitas Onkel, besucht sie und fleht sie an, nicht auf die Insel zurückzukehren, denn er weiß, dass sie als Kind in Voodoo-Rituale eingeweiht und in eine prominente Position innerhalb des Kults erhoben wurde. Juanita weigert sich, auf ihn zu hören. Als Macklin droht, zu Stephen zu gehen und sie zu entlarven, wird er von dem Eingeborenen, der ihn begleitet, getötet.
Juanita ist froh, wieder in St. Christopher zu sein, wird aber allmählich grausamer gegenüber Nancy. Juanitas Onkel, Dr. Perez, warnt sie davor, sich wieder mit Voodoo zu beschäftigen, aber sie ignoriert ihn. Aus Sorge um Nancy schickt Gail nach Stephen, doch nachdem ihre Nachricht gesendet ist, wird der Funker ermordet. Als Stephen eintrifft, ist auch Nancys Assistentin bereits getötet worden. Juanita hat begonnen, sich noch seltsamer zu benehmen. Während eines Nachts die Trommeln schlagen, verschwindet Juanita, und Lunch McClaren, ein freundlicher Schwarzer, führt Stephen zu einem Voodoo-Amphitheater im Dschungel. Dort ist Stephen entsetzt, als er sieht, dass Juanita Hohepriesterin in einem Kult der Menschenopferung ist. Er erschießt einen Priester, um den Mord an einem Mädchen zu verhindern. Er erfährt auch, dass alle Weißen auf der Insel außer Juanita ermordet werden sollen. Perez, Nancy und Lunch fliehen zu Perez’ Haus, von dem ein Teil befestigt ist. Juanita führt einen Angriff an, aber Perez, Gail und Stephen entkommen zu Perez’ Yacht. Nancy wird jedoch von ihrer Mutter eingefangen, um geopfert zu werden. Stephen folgt ihr in den Dschungel und tötet Juanita. Mit seiner Tochter flieht er von der Insel, auf der es zu einem Massaker kommt. Als sie ihm auf einem anderen Segelboot folgt, erkennt Gail, dass Stephen sie liebt und dass sie in der Lage sein wird, Juanitas Platz in seinem Herzen einzunehmen.

## Hintergrund
Gedreht wurde der Film vom 10. April bis zum 3. Mai 1934.
Verantwortlicher Toningenieur war Edward Bernds. Everett Riskin war Co-Produzent, William Perlberg und Harold Dodds leiteten das Casting.

## Veröffentlichung
Die Premiere des Films fand am 15. Juni 1934 statt. In der Bundesrepublik Deutschland wurde er am 30. November 1981 im deutschen Fernsehen ausgestrahlt.

## Kritiken
Der Filmkritiken-Aggregator Rotten Tomatoes hat in einer Auswertung ein Publikumsergebnis von 24 Prozent positiver Bewertungen ermittelt.
Andre Sennwald von der The New York Times befand, obwohl er komplett im Studio produziert wurde, sei der Film bewundernswert dafür geeignet, dem unschuldigen Unterhaltungsjäger einen doppelten Schrecken einzujagen.
Die Variety lobte die vorbildliche Regie und die gute Action, während die Geschichte dubios wirke. Das Bemühen des Studios, eine Romanze mit schwarzer Magie zu verknüpfen, sei erfolglos.
Im Magazin The Film Daily wurde der Film als ziemlich seltsames aber spannendes Tropen-Melodram beschrieben.
Das Lexikon des internationalen Films schrieb: „Ein veralteter, aber recht spannender Film, der sich mit Aberglauben und Voodoo-Kult nicht auseinandersetzt, sondern sie als Nervenkitzel nutzt.“